# Gardróbszekrény

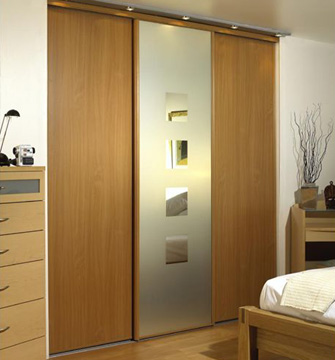
Modern gardróbszekrény

A gardróbszekrény a ruhák, cipők és más személyes tárgyak tárolására szolgáló, gyakran beépített szekrény, amely általában a hálószobákban található. A gardróbszekrények különböző méretűek és kialakításúak lehetnek: beépítettek vagy szabadon állók, és tartalmazhatnak polcokat, fiókokat, akasztókat, valamint tükröket is.

## Nevének eredete
Neve az ófrancia warderobe, wardereube és garderobe szavakból származik, amelyekben a "warder" jelentése "őrizni, a „robe” pedig "ruhát" jelentett.
A gardrob, wardrobe szó a 14. század elején jelent meg az angol nyelvben.

## Története
A legkorábbi ruhásszekrény egy láda volt, mely formájában a paraszt családoknál még a múlt század elején is sok helyen használatban volt. 
Az első tárolószekrények főleg a királyi palotákban és a nagyhatalmú nemesek kastélyaiban kezdtek el kialakulni és bizonyos fokú luxust is elérni, amikor a ruháknak külön helyiséget biztosítottak. Ekkor kapta meg a gardrób, vagy ruhásszekrény elnevezést az a helyiség, amelyben a falfelületet szekrények töltötték ki. E gardróbokban, szekrényekben a fiók alkalmazása viszonylag modern találmány volt. Az első szekrényekből lassan fejlődött ki a modern ruhásszekrény vagy gardrób a maga akasztós helyiségeivel, csúszó polcaival és fiókjaival.
A 17. századra született meg mai gardrób mint beépített szekrény, amelybe a ruhadarabok akasztva és hajtogatva kerültek be, majd egyre gyakoribbá vált az, hogy ezt a bútordarabot a hálószobák falába építették be.
Napjainkra a gardrób – mint beépített szekrény – egy külön helyiséget jelöl, ami az otthonok divatos és praktikus részévé vált. 